# Blisworth
Blisworth är en ort och civil parish i Storbritannien.   Den ligger i grevskapet Northamptonshire i riksdelen England, i den södra delen av landet, 90 km nordväst om huvudstaden London. Blisworth ligger 97 meter över havet och antalet invånare är 1 599.
Terrängen runt Blisworth är platt. Runt Blisworth är det ganska tätbefolkat, med 207 invånare per kvadratkilometer. Närmaste större samhälle är Northampton, 9,2 km norr om Blisworth. Trakten runt Blisworth består till största delen av jordbruksmark.